# Igreja de São Pedro de Miragaia

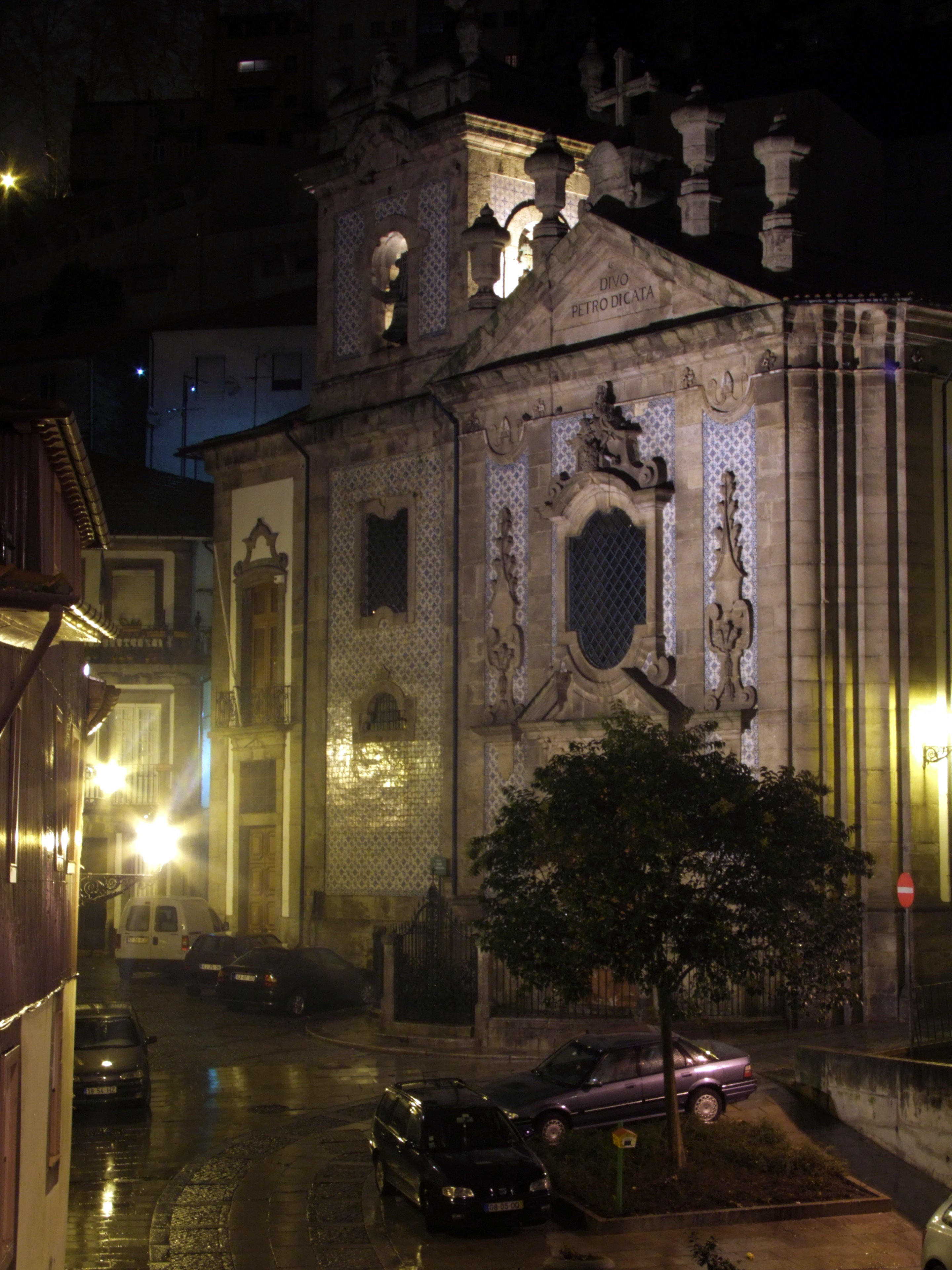
Igreja de São Pedro de Miragaia: vista geral

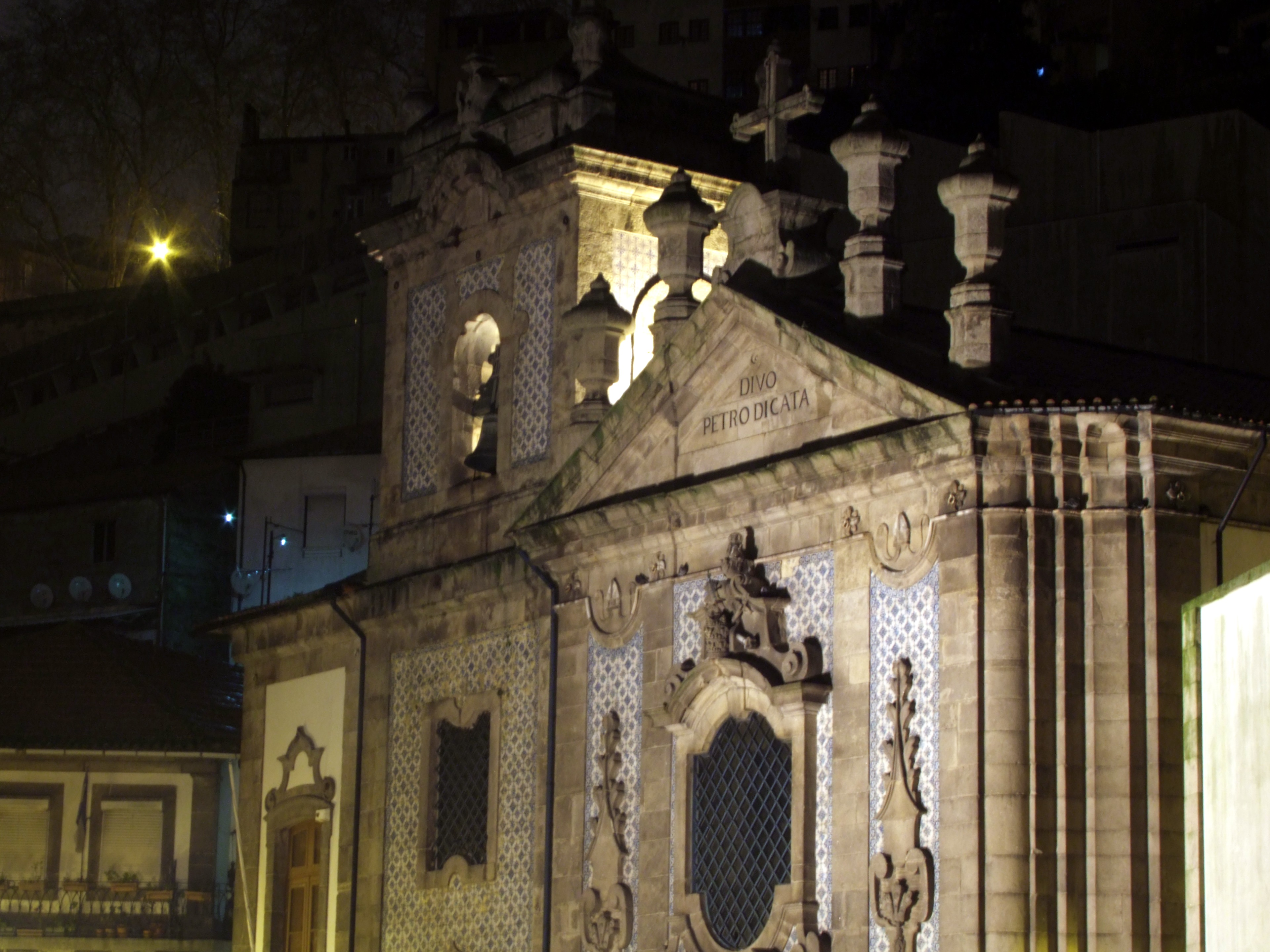
Igreja de São Pedro de Miragaia: janelão e torre.

A Igreja de São Pedro de Miragaia localiza-se na freguesia de Miragaia, na cidade e Distrito do Porto, em Portugal.

## História
Em sua origem Miragaia foi uma terra de pescadores, e o seu orago é o santo pescador, São Pedro.
A igreja de São Pedro de Miragaia atual é a mais recente de várias outras naquele mesmo local desde a Idade Média.

## São Pantaleão
Em 1453, Constantinopla, cidade governada por cristãos, cai às mãos dos turcos. Então, alguns cristãos de origem arménia embarcaram e fugiram da cidade, atravessando todo o Mar Mediterrâneo e aportando no Douro. Então, desembarcando com uma carga muito valiosa, foram à Igreja de Miragaia e entregaram o que traziam, o que haviam salvo aos turcos: as relíquias de São Pantaleão, uma carga muito valiosa, numa época de fé como foi aquele século XV. As relíquias do santo foram depositadas na igreja e alvo da devoção popular, até que o bispo Diogo de Sousa, décadas depois, as transladou para a Sé. Foi feito padroeiro da cidade, a par com Nossa Senhora de Vandoma. Ainda lá está, num cofre de prata, tendo apenas ficado em Miragaia um braço. Os arménios que trouxeram a relíquia ficaram por cá a residir, em Miragaia, na depois chamada rua dos Arménios ou Rua da Arménia.[carece de fontes?]

## As obras
Em 1672, o bispo Nicolau Monteiro reformou a igreja. Em 1740, foi parcialmente demolida, aproveitando-se na actual construção só a capela-mor e o transepto.
A fachada tem um portal com frontão e um grande janelão gradeado e é rematada por um frontão triangular com a legenda «Divo Petro Dicata» (Dedicada a S. Pedro) e encimado por uma cruz. As paredes foram revestidas de azulejos entre 1863 e 1876. A nave única da igreja é enriquecida apenas pelo altar de talha dourada dedicado a Nossa Senhora do Carmo e que pertenceu à igreja do extinto e arruinado Convento de Monchique e pelo altar de Santa Rita, do século XVII. A capela-mor é revestida de talha reforçada com elementos vindos de Monchique.